# Ozvezdja (sura)
Ozvezdja (arabsko Al-Burooj) je 85. sura (poglavje) v Koranu, ki jo sestavlja 22 ajatov (verzov). Je sura.
Med opravljanjem molitve (salata oz. namaza) pri tej suri verniki opravijo 1 ruku' (priklon).